# Targionia prionota
Targionia prionota är en insektsart som först beskrevs av Green och Robert Malcolm Laing 1923.  Targionia prionota ingår i släktet Targionia och familjen pansarsköldlöss.
Artens utbredningsområde är Tanzania. Inga underarter finns listade i Catalogue of Life.